# Fonds PGO
Het Fonds PGO is een Nederlands voormalig fonds dat subsidies verstrekte aan landelijk werkzame patiëntenorganisaties, gehandicaptenorganisaties en ouderenbonden in Nederland. In 2009 werd Fonds PGO ontbonden.
De PGO-subsidies worden uitgevoerd door DUS-I (Dienst Uitvoering Subsidies aan Instellingen), onderdeel van het ministerie van Volksgezondheid, Welzijn en Sport.